# Cobá

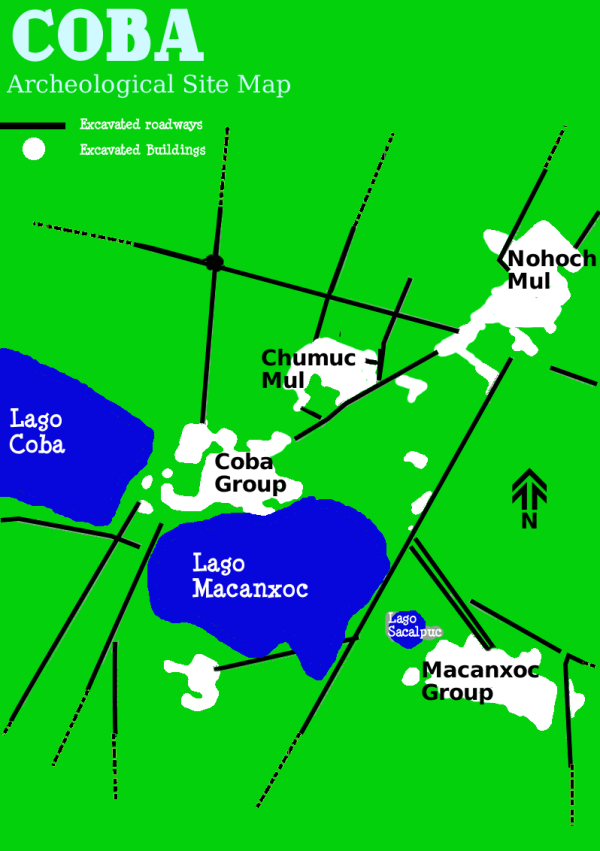
Mapa do sítio arqueológico

Cobá é uma antiga cidade pré-colombiana em ruínas da civilização maia, localizada no estado de Quintana Roo, península do Iucatão, no sudeste do México. A maior parte da cidade foi construída em meados do período clássico da civilização maia, entre os anos 500 e 900 d.C. Após o início do século XI a cidade perdeu importância política, ainda que pareça ter conservado a sua importância simbólica e ritual, que lhe permitiu recuperar certa proeminência entre 1200 e 1500, quando se construíram diversos edifícios já de estilo costa oriental.
A cidade de Cobá governava um território importante e lutava contra a cidade maia-tolteca de Chichén Itzá. Tinha relações comerciais com as pequenas cidades maias da costa do mar das Caraíbas, como Xcaret, Xel-Há, Tankan e Tulum, e tinha um observatório astronómico, um campo de jogos para o denominado jogo da bola e uma pirâmide pequena logo na entrada da zona arqueológica.
O sítio arqueológico é o fulcro da maior rede de caminhos empedrados do antigo mundo maia e nele foram encontradas várias estelas que documentam ritos cerimoniais e eventos importantes do período clássico tardio (600-900). A aldeia moderna atual homónima tinha 1 278 habitantes em 2010.[carece de fontes?]

## Localização e descrição
As ruínas de Cobá situam-se cerca de 50 km a noroeste de Tulum, outra cidade maia na costa do mar das Caraíbas que provavelmente foi o porto de Cobá, 110 km a oeste de Playa del Carmen, 130 km a sudoeste de Cancún, 60 km a sudeste de Valladolid e 106 km a leste-sudeste do sítio maia de Chichén Itzá (distâncias por estrada).[carece de fontes?]
As ruínas rodeiam duas lagoas (os lagos Cobá e Macanxoc). Do centro da antiga cidade saem várias estradas elevadas feitas em gesso e pedra em direção a vários sítios mais pequenos, alguns próximos e outros distantes. Estas estradas são chamadas sacbejo'ob (singular: sacbé; "estrada branca"). Algumas delas dirigem-se para leste e a mais extensa vai até Yaxuná, situada a mais de 100 km a oeste de Cobá. O sítio arqueológico inclui um grupo de grandes templos piramidais conhecido como Nohoch Mul. O mais alto desses templos, a pirâmide Ixmoja tem cerca de 42 metros de altura; é uma das pirâmides mais altas do Iucatão, com menos 3 metros que a de Calakmul.
Estima-se que no seu apogeu a cidade tivesse pelo menos 50 000 habitantes, possivelmente bastante mais, e a área construída estende-se por cerca de 80 km². No século I d.C. a área era ocupada por uma população rural de dimensão assinalável e a maior parte das construções parecem datar de meados e finais do período clássico, aproximadamente entre os anos 500 e 900. A maior parte das inscrições hieroglíficas datadas são do século VII. Cobá continuou a ser uma cidade importante no período pós-clássico, tendo sido construídos novos templos e restaurados os antigos até pelo menos o século XIV e talvez até à chegada dos espanhóis no século XVI.[carece de fontes?]
A cidade tinha várias áreas residenciais, cada uma delas constituída por 15 casas agrupadas. Esses grupos de casas eram ligados por sacbés (estradas ou passeios elevados). Além de ligarem os conjuntos de casas estes caminhos empedrados ligavam todos os locais da cidade e as nascentes de água. As sacbés (ou sacbeob) são uma das principais características do local e foram determinantes para os arqueólogos saberem onde escavar, mapearem as ruínas e avaliarem as suas dimensões. Algumas das sacbés aparentemente não conduziam a qualquer local em especial.[carece de fontes?]

## História
Os estudos arqueológicos indicam que Cobá foi povoada pela primeira vez entre 50 a.C. e 100 d.C. Nessa altura, havia uma povoação com edifícios de madeira e folhas de palmeira com plataformas planas. Os únicos achados desse período são fragmentos de cerâmica. Depois do ano 100, a população em Cobá e arredores cresceu significativamente, bem como a importância social e política entre as cidades-estado maias. Cobá acabou por se tonar uma das maiores e mais poderosas cidades-estado na região norte do Iucatão. Entre o início do século III e início do século VII, a cidade deve ter dominado vastos territórios, que incluíam o que é atualmente a parte norte do estado de Quintana Roo e parte da área oriental do estado do Iucatão. O poder de Cobá devia-se sobretudo ao controlo de extensas terras agrícolas, rotas comerciais e — algo crítico para uma cidade maia — abundantes recursos hídricos. Entre as rotas comerciais, é provável que Cobá controlasse portos como Xel-Há e Tulum.[carece de fontes?]

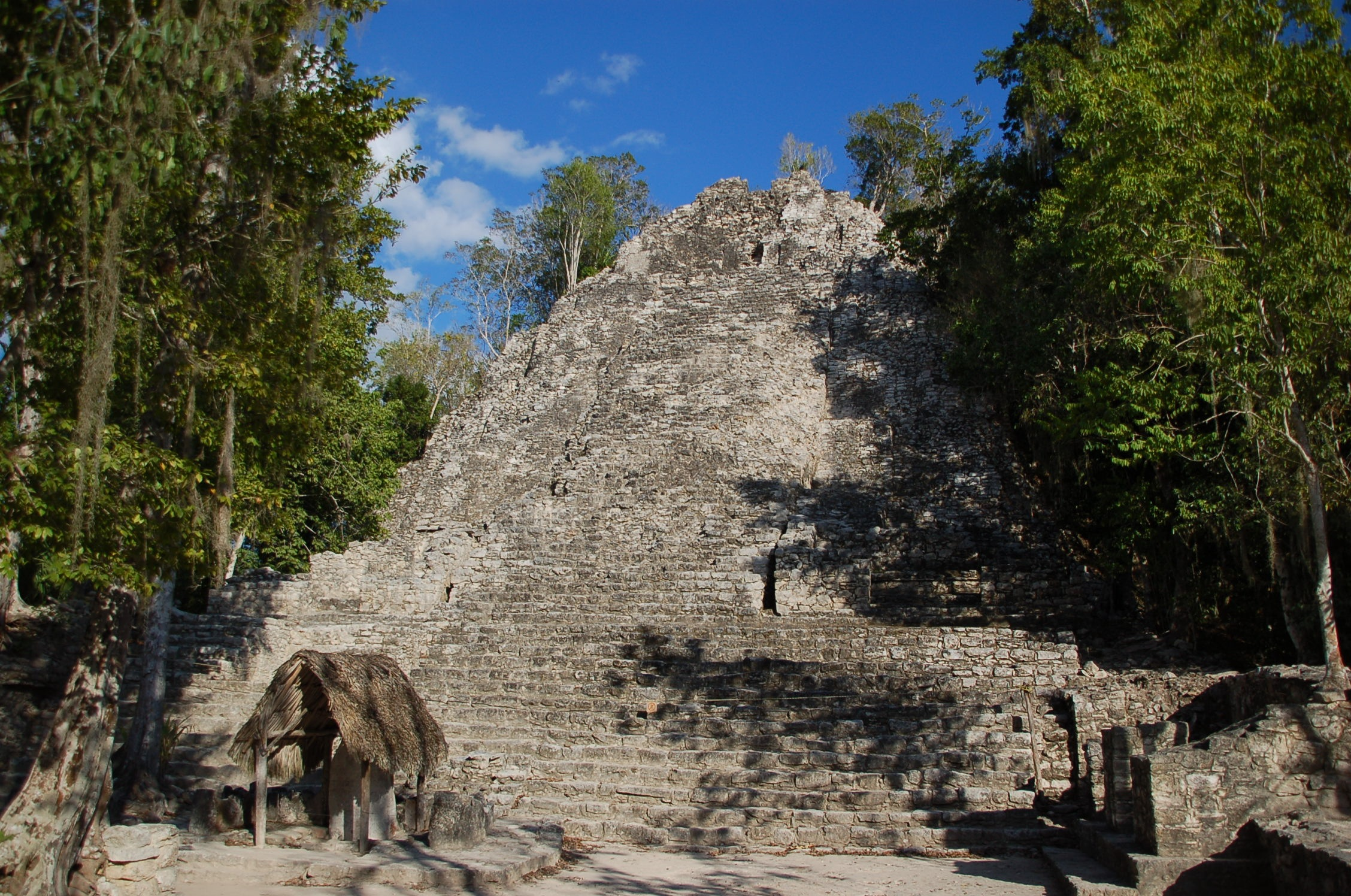
Pirâmide "Igreja"

A cidade deve ter mantido muitos contactos com as grandes cidades-estado da Guatemala e do sul de Campeche como Tikal, Dzibanché e Calakmul. Para manter a sua influência, Cobá deve ter estabelecido alianças militares e arranjado casamentos entre as suas elites. É notório que a arquitetura da cidade apresenta semelhanças com a de Teotihuacan, como é o caso duma plataforma no "conjunto das Pinturas" que foi explorado em 1999, o que pode atestar a existência de contactos com as culturas do México Central e a sua poderosa cidade do período clássico. Pelas representações de algumas estelas descobertas em Cobá, pensa-se que a cidade teve muitas governantes mulheres.[carece de fontes?]
A partir do início do século VII, a ascensão doutras cidades-estado poderosas como Chichén Itzá e as da região de Puuc mudou o espectro político da península do Iucatão e começou a erodir o domínio de Cobá. A partir do século X ou XI, deve ter começado uma longa luta pela supremacia entre Cobá e Chichén Itzá, tendo esta último acabado por dominar, tendo ganho o controlo de cidades chave como Yaxuná. Depois do ano 1000, Cobá perdeu grande parte do seu peso político, apesar de ter mantido alguma importância simbólica e religiosa, o que ajudou a mnater ou mesmo recuperar algum do seu estatuto, o que é evidenciado pelos novo edifícios datados de 1200 a 1500, já construídos no estilo típico da costa oriental. No entanto, os centros de poder e rotas comerciais tinham sido transferidas para a costa, forçando cidades com Cobá a um estatuto secundário, embora tenha tido mais sucesso do que a sua rival, inimiga e efémera Chichén Itzá. Cobá foi abandonada cerca de 1550, quando os espanhóis conquistaram o Iucatão.[carece de fontes?]

## Arqueologia

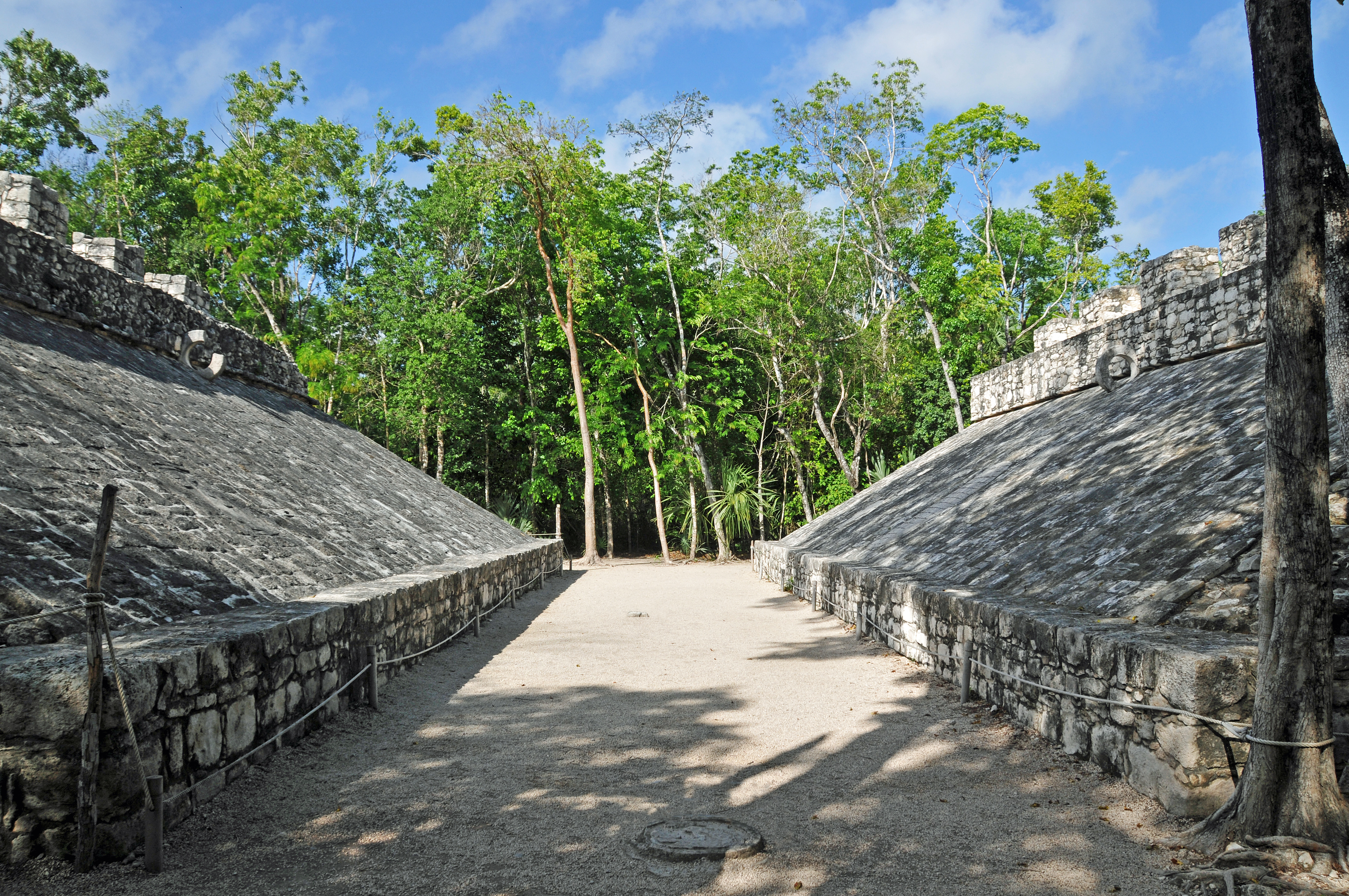
Campo de jogo de bola no Grupo Chumuc Mul

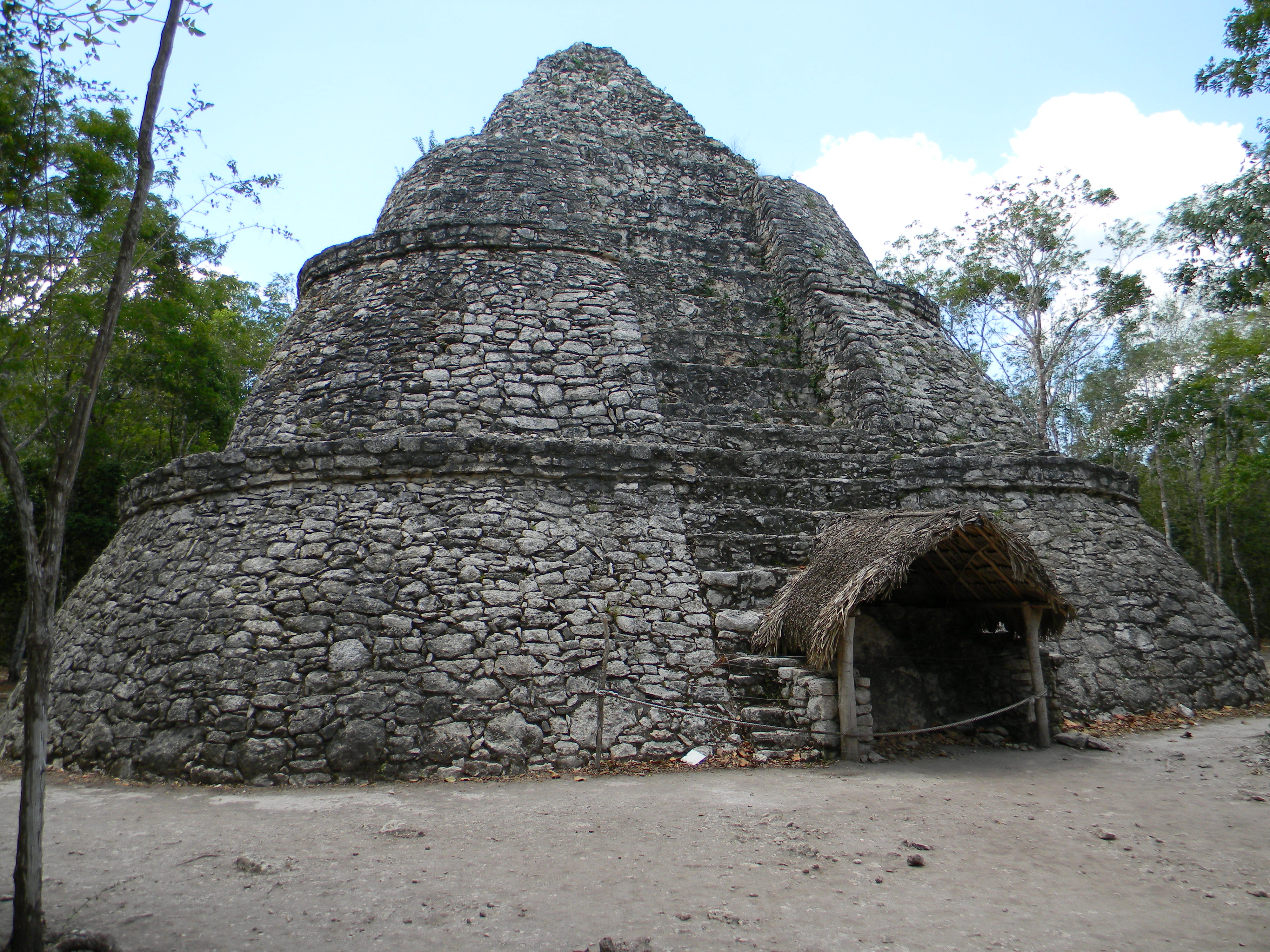
Pirâmide Xai-bé

A primeira menção impressa a Cobá é do explorador americano John Lloyd Stephens, a quem o cura de Chemax falou das ruínas em 1842, mas como se situavam num local muito distante duma estrada ou aldeia, concluiu que era arriscado visitá-las e voltou aos seu principal objetivo de explorar Tulum. Durante a maior parte do resto do século XIX, a área não pôde ser visitada por forasteiros por causa da Guerra das Castas, à exceção de Juan Peón Contreras (cujo pesudónimo literário era Contreras Elizalde), diretor do Museu do Iucatão. Peón Contreras fez uma árdua jornada em setembro de 1882 e atualmente é conhecido pelos quatro esboços que fez das ruínas. Em 1893, Teoberto Maler fez um curta visita a Cobá e tirou pelo menos uma fotografia, mas não publicou nada acerca do sítio, que permaneceu desconhecido da comunidade arqueológica.
O explorador e arqueólogo amador Thomas Gann visitou as ruínas guiado por caçadores maias locais em fevereiro de 1926. Mais tarde, nesse ano, Gann publicou as primeiras descrições em primeira mão. Numa descrição curta que fez aos arqueólogos do projeto do Instituto Carnegie de Washington (CIW) em Chichén Itzá, Gann falou de grandes colinas que tinha avistado a nordeste o conjunto principal mas que não tinha visitado por falta de tempo. Foi para examinar estas colinas que Alfred Kidder fez uma inspeção de dois dias a Cobá em março de 1926. Dois meses depois, Eric S. Thompson e Jean Charlot protagonizaram a terceira expedição da CIW a Cobá, durante a qual o seu guia Carmen Chai lhes mostrou o "conjunto Macanxoc", uma descoberta que levou a que fosse feita uma quarta expedição, pois Sylvanus Morley queria que Thompson lhe mostrasse a nova estela. Eric Thompson fez várias visitas a Cobá em 1932, no mesmo ano em que publicou uma descrição detalhada do sítio.
Em 1932 H. B. Roberts abriu várias trincheiras no Grupo B fragmentos de cerâmica.
Em 1948 dois estudantes de arqueologia, William e Michael Coe visitaram Cobá com o objetivo de estudarem o final da Sacbé 15, desconhecendo que E. Wyllys Andrews IV já o tinha reportado dez anos anos. Eric Thompson culpou-se a si próprio como editor por não ter detetado a repetição do trabalho anterior na contribuição dos irmãos Coe, desculpando os jovens autores por desconhecerem um artigo publicado num jornal estrangeiro. No entanto, os Coe reportaram os ateriormente desconhecidos sacbés 18 e 19 e mapearam a grande colina no final da Sacbé 17, que batizaram Pech Mul; também aqui tiveram pouca sorte, pois não conseguiram completar  o circuito da sua plataforma, o que lhes teria permitido descobrir a Sacbé 21, que dela sai.

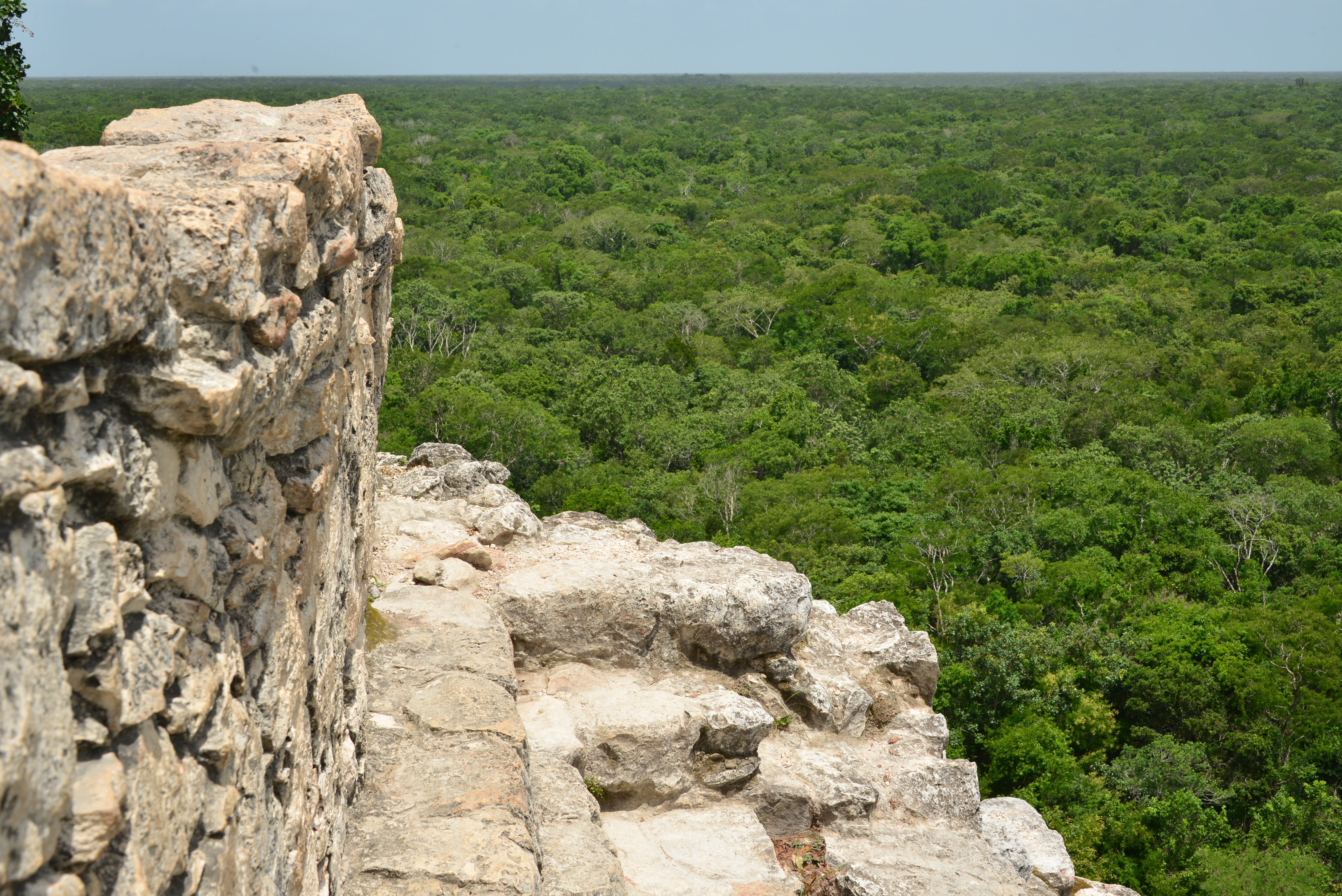
Vista sobre a selva desde o cimo de pirâmide do Grupo Nohoch Mul

O sítio continuou a ser pouco visitado devido a ser dificilmente acessível até que a a primeira estrada moderna foi aberta, no início da década de 1970. Nessa altura, como estava planeada uma grande estância turística em Cancún, percebeu-se que a limpeza e restauro de parte das ruínas podia fazer delas uma atração turística importante. O Instituto Nacional de Antropologia e História mexicano (INAH) iniciou algumas escavações arqueológicas  em 1972, dirigidas por Carlos Navarrete Cáceres, e fez obras de consolidação em alguns dos edifícios. A descoberta do El Cono (Estrutura D-6) e do Grupo Las Pinturas, criou expetativas de surgirem mais achados importantes. No mesmo ano, a maior parte do Grupo Coba foi limpo sob a direção de Raúl Pavón Abreu, para o que até foram derrubadas as suas altas árvores ramón (Brosimum alicastrum).[carece de fontes?]
Em 1975 Cobá passou a ser servida por uma estrada asfaltada com ligação à via rápida entre Tulum e Nuevo Xcán. Os engenheiros rodoviários tiveram em atenção as objeções dos arqueólogos e desistiram do plano inicial de incorporarem a Sacbé 3 na estrada. Em 1973 foi construído um acampamento de projeto e no ano seguinte o Projeto Cobá propriamente dito, sob os auspícios do Centro Regional do Sudeste do INAH, iniciou as suas operações. Durante os três anos de existência desse projeto foram limpas partes do sítio e estruturas foram escavadas e consolidadas — o Castelo e o Grupo das Pinturas por Peniche; a Igreja por Benavides e Jaime Garduño); El Cono por Benavides e Fernando Robles; as sacbés foram investigadas por Folan e Benavides, que adicionaramn 26 à lista de 19 até aí conhecidas; as cerâmicas dos furos e valas de teste foram estudadas por Robles Castellanos; Jaime Garduño fez o levantamento dois transectos do sítio, um com 10 km, na direção norte-sul e outro com 5 km na direção leste-oeste.
No início dos anos 1980 foi aberta outra estrada para Cobá e começou a funcionar um serviço regular de autocarros. A antiga cidade tornou-se uma atração turística pouco depois, com muitos visitantes de excursões de um dia desde Cancún e da Riviera Maya. No entanto, só uma pequena parte da zona arqueológica foi limpa da selva e restaurada pelos arqueólogos.

## Principais estruturas e artefatos do sítio arqueológico abertas ao público

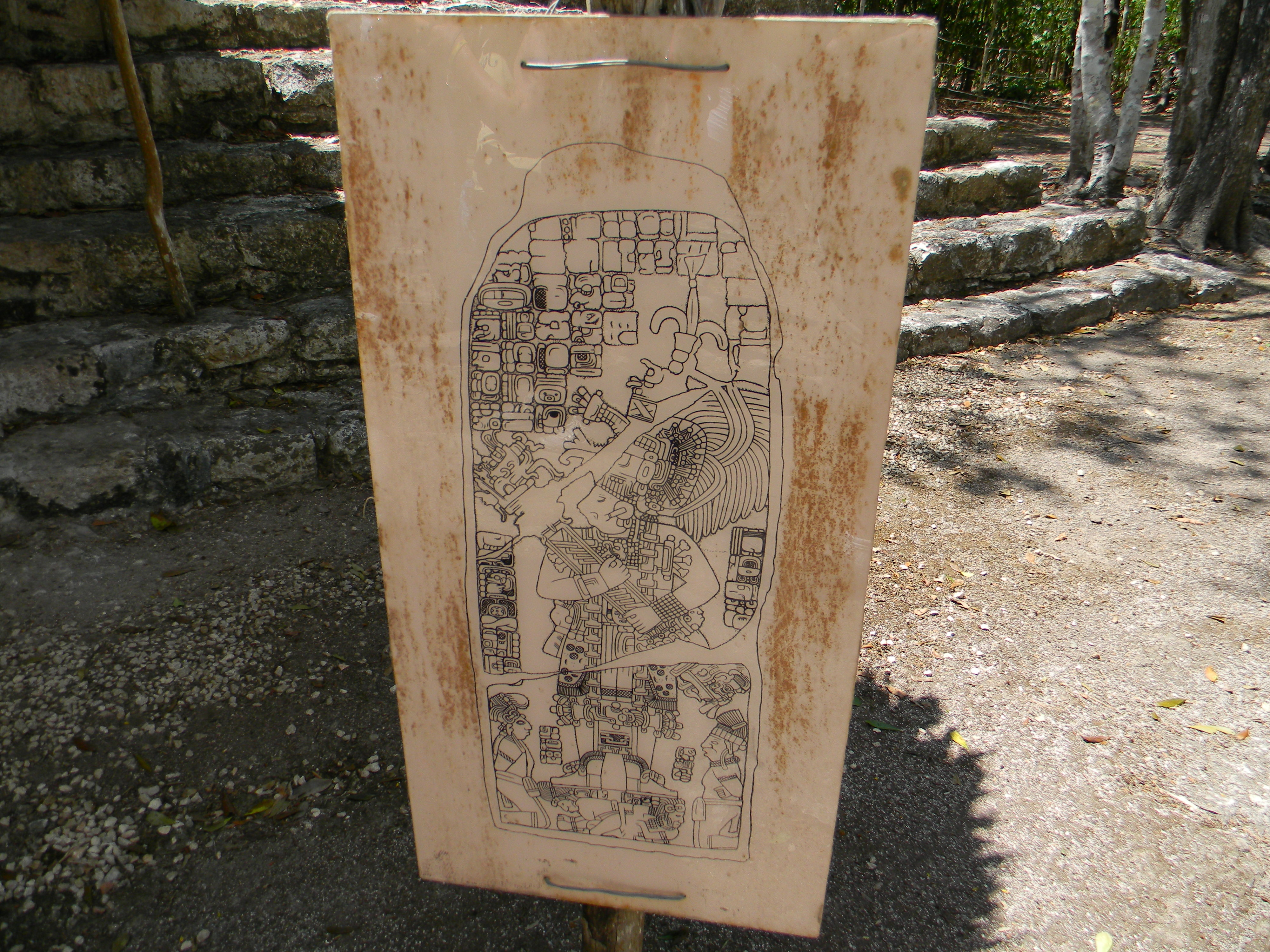
Cópia duma estela de Cobá

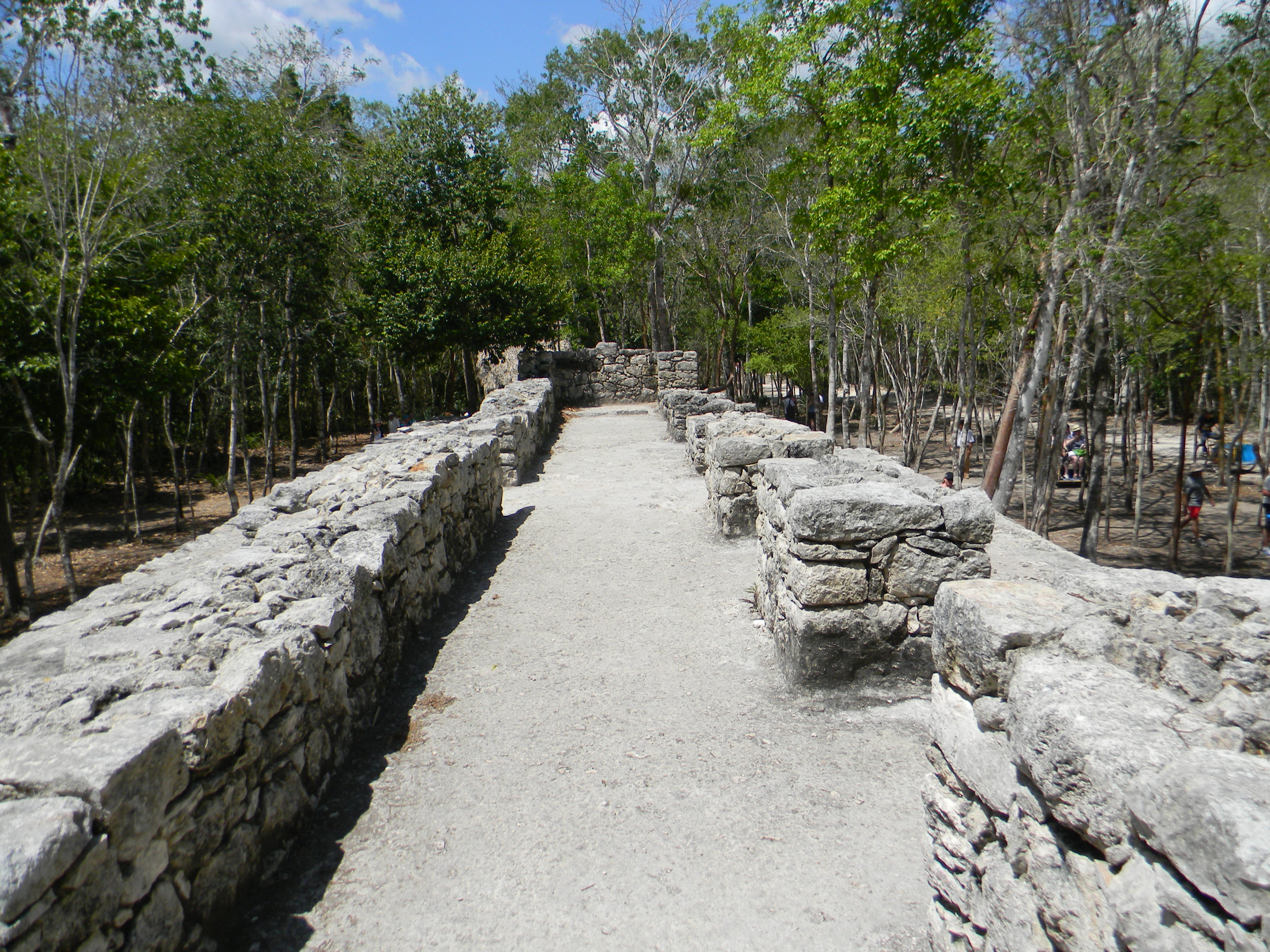

- Pirâmide Ixmoja, no conjunto Nohoch Mul — com 42 metros de altura, do seu cimo avistam-se as áreas públicas e não públicas de Cobá, incluindo as duas lagoas (a Macanxoc a leste e a Cobá a sudoeste).
- Grupo de Cobá — Composto por uma série de estruturas perto da entrada que incluem a "Igreja" (Iglesia) e um dos dois campos de bola do sítio.
- Conjunto das Pinturas — A principal estrutura deste conjunto é a Pirâmide do Lintel Pintado, onde se podem ver desde longe pinturas no templo superior.
- Grupo de Macanxoc — Alcança-se seguindo uma das sacbés que passa pelo Conjunto das Pinturas. Ali se encontram 8 estelas e numerosos altares, o que mostra a importância espiritual do local.
- Estelas — Estes monumentos desvendam alguns aspetos da vida na antiga cidade, noemadamente vestuário, rituais e os papéis e poderes de homens e mulheres nas atividades cerimoniais e políticos. Em muitas das estelas de Cobá as mulheres são as figuras de autoridade. As inscrições hieroglíficas contêm informações adicionais sobre a organização sociopolítica e datas dos principais eventos históricos da cidade.[1]
- Sacbés — Cobá era um aglomerado urbano de várias localidades que estavam ligadas por estradas chamadas sacbejo'ob (singular: sacbé). Estas vias têm entre 3 e 9 metros de largura. Foram descobertas mais de 50, a mais extensa com 62 km. Acredita-se que a sua construção foi mais difícil do que a dos templos e outros edifícios de pedra. Apesar dos maias conhecerem a roda, não a usavam e a maior parte dos transportes ao longo das sacbés era feito à noite, quando estava menos calor. O calcário branco em que eram construídos providenciava uma guia natural quando iluminado pelo luar.[14]

## Economia
Cobá teve intensas relações comerciais com outras cidades maias, particularmente as situadas a sul, ao longo da costa caribenha, no que é hoje Belize e Honduras. Esse comércio usava os portos de Xcaret, Xel-Há, Tankah, Muyil e Tulum bem como muitas sacbés que saíam do seu centro cultural. Os bens típicos do comércio maia na região eram sal, peixe, abóbora, inhame, milho, mel, feijão, peru, hortaliças, bebidas de cacau e matérias primas como calcário, mármore e jade. Havia áreas especializadas em diferentes bens e a quase todo o comércio era controlado por mercadores abastados, que usavam feijões de cacau com moeda.
A economia local atual baseia-se sobretudo no turismo devido ao sítio arqueológico, o qual teve mais de 700 000 visitantes em 2017. Uma das suas principais atrações é a pirâmide maior, ao cimo da qual ainda se pode subir, ao contrário do que acontece com as de Chichén Itzá.

## Clima
O clima da área é do tipo tropical de savana, Aw na Classificação de Köppen-Geiger. Em todos os meses do ano as temperaturas médias são superiores a 18 °C e a estação seca é bastante pronunciada. No mês mais seco, fevereiro, a precipitação média é 38,1 mm; no mês mais chuvoso, setembro, é 195,6 mm e a precipitação média anual é 1 117,6 mm. A temperatura média é 24,3 °C. Em geral o mês mais quente é agosto (temperatura média 27 °C) e o mais frio é janeiro (temperatura média 20,6 °C).
| Dados climatológicos para Cobá  | Dados climatológicos para Cobá | Dados climatológicos para Cobá | Dados climatológicos para Cobá | Dados climatológicos para Cobá | Dados climatológicos para Cobá | Dados climatológicos para Cobá | Dados climatológicos para Cobá | Dados climatológicos para Cobá | Dados climatológicos para Cobá | Dados climatológicos para Cobá | Dados climatológicos para Cobá | Dados climatológicos para Cobá | Dados climatológicos para Cobá |
| Mês                             | Jan                            | Fev                            | Mar                            | Abr                            | Mai                            | Jun                            | Jul                            | Ago                            | Set                            | Out                            | Nov                            | Dez                            | Ano                            |
| ------------------------------- | ------------------------------ | ------------------------------ | ------------------------------ | ------------------------------ | ------------------------------ | ------------------------------ | ------------------------------ | ------------------------------ | ------------------------------ | ------------------------------ | ------------------------------ | ------------------------------ | ------------------------------ |
| Temperatura máxima recorde (°C) | 33,5                           | 34,5                           | 38                             | 39,5                           | 40                             | 39                             | 39,5                           | 40                             | 38,5                           | 37                             | 35,5                           | 34,5                           | 40                             |
| Temperatura máxima média (°C)   | 26,6                           | 27,7                           | 29,1                           | 30,8                           | 31,9                           | 32                             | 32,3                           | 32,3                           | 31,2                           | 29,3                           | 28,7                           | 27,5                           | 30                             |
| Temperatura média (°C)          | 20,6                           | 21,4                           | 22,7                           | 24,6                           | 25,9                           | 26,7                           | 26,7                           | 27                             | 26,1                           | 24,6                           | 23,2                           | 21,6                           | 24,3                           |
| Temperatura mínima média (°C)   | 14,7                           | 15                             | 16,4                           | 18,3                           | 19,8                           | 21,3                           | 21,1                           | 21,6                           | 21,1                           | 19,8                           | 17,2                           | 15,7                           | 18,5                           |
| Temperatura mínima recorde (°C) | 2                              | 1                              | 1,5                            | 2,5                            | 5,5                            | 7,5                            | 8,5                            | 17                             | 7                              | 1,5                            | 0                              | 6,5                            | 0                              |
| Chuva (mm)                      | 54                             | 38                             | 41                             | 47                             | 103                            | 140                            | 103                            | 153                            | 196                            | 137                            | 67                             | 38                             | 1 117                          |
| Dias com chuva                  | 4,3                            | 2,9                            | 2,8                            | 2,7                            | 4,8                            | 7,5                            | 6,9                            | 9,5                            | 12,4                           | 9,4                            | 6,2                            | 3,6                            | 73                             |
| Fonte: Weatherbase              |                                |                                |                                |                                |                                |                                |                                |                                |                                |                                |                                |                                |                                |